# 龙泉路
龙泉路，中国安徽省合肥市肥东县城区的一条半环状干道，得名自龙泉山，西北端起自长江东路，穿越肥东老城后转向东南，止于肥东新城境内的瑶岗路。沿路有龙泉路初级中学、肥东县人民政府、肥东县交通汽车站、定光河公园、肥东体育公园、合肥市公安局交警支队高速二大队、合肥理工学校、肥东县工人文化宫等。

## 轨道交通
- █ 2号线：桂王站